# Phostria stygichroa
Phostria stygichroa là một loài bướm đêm trong họ Crambidae.